# Sylli
Sylli, de son vrai nom Sylvain Brossard, né le 11 novembre 1947 à La Chaux-de-Fonds en Suisse, est un auteur et illustrateur de bande dessinée, principalement actif dans les années 1970 à 1980.

## Biographie
Né à La Chaux-de-Fonds en 1947 d'un père suisse et d'une mère italienne, il part à l'âge de 16 ans pour intégrer l'École cantonale des Beaux-Arts et d'Art appliqué de Lausanne (École cantonale d'art de Lausanne). 
Après des études de graphisme il commence une carrière dans la bande dessinée notamment en créant le collectif de bande dessinée Swiss Brothers, qu'il dirige et qui rassemble pour la première fois uniquement des dessinateurs suisses. Ce collectif qui réunit des grands noms de la bande dessinée suisse tels que Cosey, Derib, Daniel Ceppi, Anne-Marie Simond, Ab'Aigre, Anne Wilsdorf et Véronik entre autres, réalise trois albums Swiss Brothers (1978), 12 bulles dans la peau (1979), Swiss Monsters (1980). 
À la suite de cela, il réalise de 1981 à 1983 le scénario et les couleurs de la série de bande dessinée, publiée par Glénat, La Route des goélands, comprenant 3 albums, dessinés par son collaborateur et ami Ab'Aigre. Il scénarise également divers courts récits dans des numéros du magazine Circus Hors série.
En parallèle il participe à la maquette de "la première revue française spécialisée dans la publication de mangas Le Cri qui tue éditée par Atoss Takemoto.
À la fin des années 1980 à 1990, il devient illustrateur pour des magazines suisses tels que L'Hebdo, pour lequel il est cité comme "un illustrateur qui a défini, à l'aérographe, l'esthétique du magazine dans les années 80 [...]" ainsi que pour le magazine L'Illustré. 
Par la suite il se lance dans une carrière de graphiste-illustrateur indépendant, particulièrement dans les domaines de la culture (Théâtre de Beausobre), du social et de la sensibilisation à l'utilisation de l'énergie.

## Publications
- Collectif Swiss Brothers, Swiss Brothers, Rolf Kesselring,1978.
- Collectif Swiss Brothers, 12 bulles dans la peau, Rolf Kesselring,1979.
- Collectif Swiss Brothers, Swiss Monsters, Rolf Kesselring, 1980
- Sylli (scénario) et Ab'aigre (dessin), La Route des goélands, Glénat, coll. « Circus »:
  - La Vengeance du Tiki, 1981
  - Atoll tabou, 1982
  - Le Rêve de l'alligator, 1983